# Gypona lativitta
Gypona lativitta är en insektsart som beskrevs av Walker 1858. Gypona lativitta ingår i släktet Gypona och familjen dvärgstritar. Inga underarter finns listade i Catalogue of Life.